# Šjan H-6
Šjan H-6 (kitajsko: 轰-6; pinjin: Hōng-6) je kitajska licenčna verzija sovjetskega bombnika Tupoljev Tu-16. Zgrajeno je bilo okrog 162–180 letal H-6, v primerjavi z 1500 Tu-16. 
H-6 poganjata dva turboreaktivna motorja Xian WP8 (Mikulin AM-3), vsak s s potiskom 93,2 kN. Dolet letala je okrog 6000 kilometrov. Leta 2007 je poletela modernizirana različica "H-6K" z motorji Soloviev D-30 in drugimi izboljšavami, dolet te verzije naj bi bil okrog 7000 kilometrov. 
Verzija Šjan HY-6 se uporablja kot leteči tanker. 
Letalo je še vedno v uporabi pri Kitajskih letalskih silah, medtem ko so Iračani in Egipčani svoja letala upokojili. 

## Specifikacije (H-6)
Podatki iz Sinodefence.com
Splošne karakteristike
- Posadka: 4
- Dolžina: 34,8 m (114 ft 2 in)
- Razpon kril: 33,0 m (108 ft 3 in)
- Višina: 10,36 m (34 ft 0 in)
- Površina kril: 165 m² (1775 ft²)
- Teža praznega letala: 37200 kg (82000 lb)
- Naložena teža: 76000 kg (168000 lb)
- Maks. vzletna teža: 79000 kg (174000 lb)
- Pogon letala: 2 × Šjan WP8 turboreaktivna motorja, 93,2 kN (20900 lbf) vsak

 Zmogljivost 
- Maks. hitrost: 1050 km/h (567 vozlov, 656 mph)
- Potovalna hitrost: Mach 0,75 (768 km/h, 477 mph)
- Doseg: 6000 km (3200 nm, 3700 milj)
- Bojni radij: 1800 km (970 nm, 1100 milj)
- Višina leta: 12800 m (42000 ft)
- Obremenitev kril: 460 kg/m² (94 lb/ft²)
- Razmerje potisk/teža: 0,24

Oborožitev

- Strelno orožje: 

  - 2× 23 mm (0.906 in) Nudelman-Rihter NR-23 avtomatska topova v zgornjem delu
  - 2× NR-23 topova v spodnjem delu
  - 2× NR-23 topova v repu
  - 1× NR-23 top v nosu (opcija)
- Izstrelki: 

  - 6x ali 7x  raket zrak-površje ali protiladijskih raket KD-88
  - CJ-10
  - C-601 protiladijska raketa
  - YJ-62 (C-602) protiladijska raketa
  - C-301 protiladijska raketa
  - C-101 protiladijska raketa
  - CM-802A
- Bombe: Do 9000 kg bomb
  - Vodene bombe
    - GB6
    - CS/BBC5
    - GB2A
    - GB5